# Zigurds Lanka
Zigurds Lanka (Baldone, Letònia, 21 de maig de 1960) és un jugador d'escacs letó, que té el títol de Gran Mestre des de 1992. Es va graduar a la Universitat de Letònia i és periodista de professió. Va fer d'assistent i entrenador de Grans Mestres de renom com Aleksei Xírov i Victor Bologan.
A la llista d'Elo de la FIDE del desembre de 2021, hi tenia un Elo de 2384 punts, cosa que en feia el jugador número 11 (en actiu) de Letònia. El seu màxim Elo va ser de 2575 punts, a la llista de gener de 1997 (posició 115 al rànquing mundial).

## Resultats destacats en competició
Zigurds Lanka va començar a jugar als escacs quan tenia 6 anys. El 1987 va assolir el títol de Mestre Internacional. Va guanyar el campionat de Letònia el 1993.

### Participació en competicions per equips[note 1]

#### Campionat soviètic per equips[5]
- El 1983, al tercer tauler al 16è Campionat de l'URSS per equips a Moscou (+1, =0, -0).
- El 1979, al setè tauler al 14è Campionat de l'URSS per equips a Moscou (+2, =2, -1);[6]

#### Olimpíades d'escacs[7]
- El 1992, al primer tauler suplent a la 30a Olimpíada a Manila (+5, =4, -1);
- El 1994, al tercer tauler a la 31a Olimpíadaa a Moscou (+2, =9, -1);
- El 2008, al quart tauler a la 37a Olimpíada a Dresden (+2, =2, -4).

#### III Campionat del Món per equips[8]
- El 1993, al tercer tauler a Luzerna (+3, =2, -2).

#### Campionat d'Europa per equips[7]
- El 1992, al primer tauler a Debrecen (+2, =4, -2);
- El 1997, al segon tauler a Pula (+2, =4, -3);
- El 1999, al primer tauler a Batumi (+3, =3, -3).